# Chinnappanayakana Hosur, Devanahalli
Chinnappanayakana Hosur là một làng thuộc tehsil Devanahalli, huyện Bangalore Rural, bang Karnataka, Ấn Độ.